# Даньково
Да́ньково (рос. Даньково) — присілок у складі Щучанського району Курганської області, Росія. Входить до складу Сухоборської сільської ради.
Населення — 207 осіб (2010, 295 у 2002).
Національний склад станом на 2002 рік: росіяни — 67 %, башкири — 31 %.